# Bonnie Aarons
Bonnie Aarons (Maryland, Estados Unidos; 9 de septiembre de 1960) es una actriz estadounidense conocida por sus personajes como el Bum en la película Mulholland Drive (2001). También interpretó el personaje de Baroness Joy von Troken en The Princess Diaries (2001) y su secuela The Princess Diaries 2: Royal Engagement (2004), y el demonio Valak enThe Conjuring 2: El caso Enfield (2016), en el spin off La Monja (2018) y en su secuela La Monja II (2023) en donde ganó mucha popularidad y sus mayores reconocimientos. Además intervinó en el video Imitation of Life del grupo R.E.M. en el año 2001.
Aarons estudió cine en la Ciudad de Nueva York, pero era frecuentemente criticada debido a su mirada y su nariz. Trabajó en Europa haciendo cortometrajes y anuncios. Su primera película estadounidense fue "Salida a Eden", en la que interpretaba a una prostituta. 
Aarons ha cumplido papeles pequeños en varias películas de terror, como Sé quién me mató, Arrástrame al infierno, The Conjuring 2 y Mulholland Drive.

## Filmografía

### Película
| Año  | Título                                   | Función                   | Notas         |
| ---- | ---------------------------------------- | ------------------------- | ------------- |
| 1994 | Exit to Eden                             | Prostituta                |               |
| 1995 | Caged Heat 3000                          | Mac                       |               |
| 1996 | Dear God                                 | Mujer profeta             |               |
| 1998 | Sweet Jane                               | Camarera                  |               |
| 2001 | Mulholland Drive                         | The Bum                   |               |
| 2001 | The Princess Diaries                     | Baronesa Joy von Troken   |               |
| 2001 | Shallow Hal                              | Amiga Espástica #1        |               |
| 2003 | Specter's Rock                           | Verna Frenz               |               |
| 2004 | The Princess Diaries 2: Royal Engagement | Baronesa Joy von Troken   |               |
| 2006 | Wristcutters: A Love Story               | Messiah Devoto            |               |
| 2007 | I Know Who Killed Me                     | Teena                     |               |
| 2007 | InAlienable                              | Mujer de Piel Azul        |               |
| 2008 | Hell Ride                                | Mud Devil Ref             |               |
| 2008 | One, Two, Many                           | Señora en el Baño         |               |
| 2009 | Drag Me to Hell                          | Madre en Decathlon Feast  |               |
| 2010 | Valentine's Day                          | Señora extraña            |               |
| 2010 | Dahmer vs. Gacy                          | General Arbogast          |               |
| 2010 | The Fighter                              | Crackhead Bonnie          |               |
| 2012 | Silver Linings Playbook                  | Madre de Rocky D'Angelo   |               |
| 2015 | Accidental Love                          | Reportera #2              |               |
| 2016 | The Conjuring 2                          | Valak / Monja endemoniada |               |
| 2017 | Annabelle: Creation                      | Valak / Monja endemoniada | Cameo         |
| 2018 | La monja                                 | Valak / Monja endemoniada |               |
| 2018 | Adi Shankar's Gods and Secrets           | Actriz                    |               |
| 2021 | Jacob's Wife                             | The Master                |               |
| 2023 | La monja II                              | Valak / Monja endemoniada |               |
| TBA  | Wizardream                               | La bruja                  | Posproducción |
| TBA  | Night of the Witch                       | Marioara / La bruja       | Posproducción |